# Provincia de Nonthaburi
Nonthaburi (en tailandés: นนทบุรี) es una de las provincias centrales de Tailandia, fronteriza con las de Phra Nakhon Si Ayutthaya, Pathum Thani, Bangkok, y Nakhon Pathom.
El nombre de Nonthaburi significa ‘Ciudad de Alegría’.

## Geografía
Nonthaburi está situada directamente al norte de Bangkok, en la llanura aluvial central del país, drenada por el río Chao Phraya. Por eso, su tierra es muy apropriado para agricultura y la provincia era renombrada por sus varias frutas deliciosas durante mucho tiempo. Ahora bien, debido a su condición geográfica que está cerca de la capital del país, forma una parte del área metropolitana de Bangkok (en tailandés: กรุงเทพมหานครและปริมณฑล). La mayoría de las partes es tanto urbanizado como la capital, y la frontera entre sí son casi irreconocibles.

## Historia

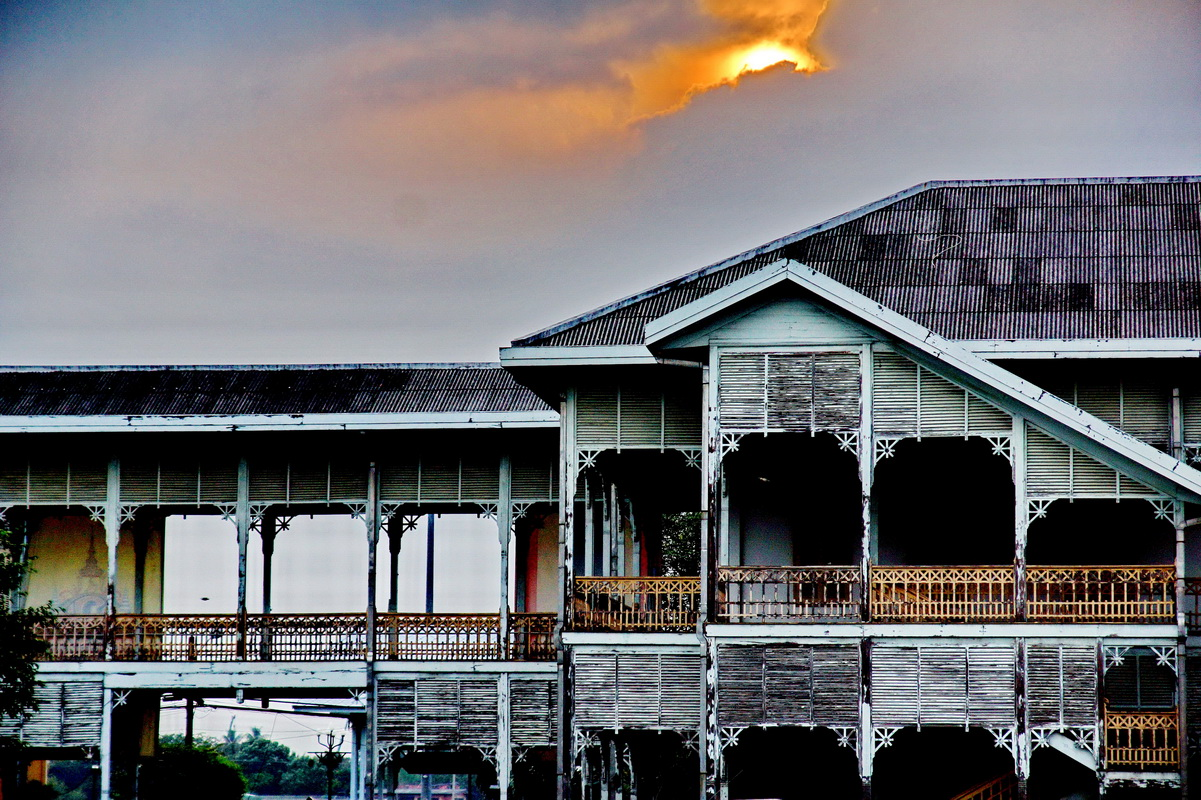
El ayuntamiento antiguo de Nonthaburi.

Nonthaburi fue declarada una ciudad en medio del siglo XVI, que fue anteriormente una aldea llamada Ban Talat Khwan (en tailandés: บ้านตลาดขวัญ). Durante el reinado del rey Prasat Thong, un canal fue cavado para crear un atajo del flujo del Chao Phraya. El río cambió su flujo en el nuevo canal, que es todavía el cauce del río hoy. En 1665 El rey Narai construyó una fortaleza, porque este cauce era más corto y daba a enemigos una manera más fácil a la capital Ayutthaya. El pueblo entonces también fue movido cerca de la fortaleza.
De 1943 a 1946 la provincia fue integrada en Bangkok.

## División administrativa
La provincia se subdivide en seis distritos (amphoe). Y estos a su vez en 52 comunas (tambon) y 309 poblados (muban). Además hay 5 municipalidad (thesaban) y 6 localidades pequeñas (Thesaban tambon).
| 1. Mueang Nonthaburi 2. Bang Kruai 3. Bang Yai | 1. Bang Bua Thong 2. Sai Noi 3. Pak Kret |

## Lugares de interés

### Wat Khemaphirataram Rajavoraviharn
Es un templo budisto situado en el banco oriental del río Chao Phraya, en Tambon Suan Yai, Amphoe Mueang Nonthaburi. Fue construido en el período temprano del reino de Ayutthaya. Fue restaurado en el reinado del rey Buddha Loetla Nabhalai y del rey Mongkut y fue considerado como un monasterio real. Las atracciones mayores en Wat Khema son su pagoda grande que consagra las reliquias de Buda Gautama y la imagen de Buda del período de Ayutthaya así como el Edificio Tamnak Daeng, y el Vestíbulo Phra Thinang Mun Monthian.

### Ko Kret y Khlong Bang Bua Thong

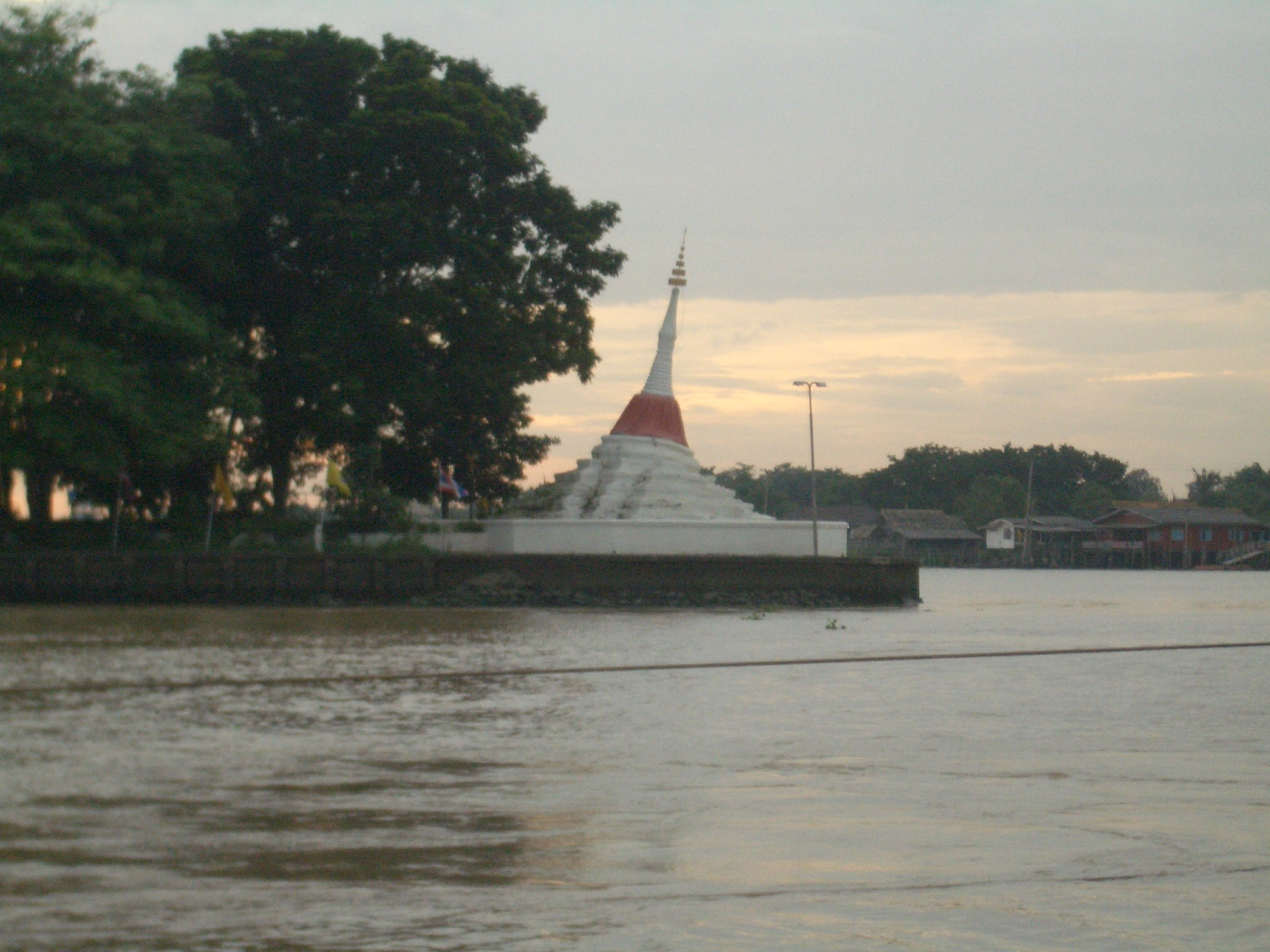
Koh Kret y el río Chao Phraya.

Ko Kret es una isla pequeña en el río Chao Phraya. Ha alcanzado su tiempo próspero desde la era del reino de Ayutthaya. Por eso, la mayoría de los templos fue establecida en el estilo de Ayutthaya. Vivida por los descendientes de los mon que han tenido un permiso para instalar allí durante el reinado del rey Taksin, Ko Kret fue también el destino de otra onda de inmigrantes mon en el período del rey Jessadabodindra. Otras atracciones incluyen las tiendas de alfarería tradicional.
Khlong Bang Bua Thong es un afluente largo del río Chao Phraya. La gente quien vive allí, y otros canales alrededor de Ko Kret, se ganan la vida vendiendo varios postres y dulces hechos en casa, tailandeses y tradicionales. Por eso, este canal también se llama «El Canal de Postres».
Los dos lugares son sólo accesibles por el barco. Hay también paseos en barco para ir a la tienda de postres y viajar alrededor de la isla.